# والری کاپریسکی
والری کاپریسکی (فرانسوی: Valérie Kaprisky‎؛ زادهٔ ۱۹ اوت ۱۹۶۲) یک هنرپیشه اهل فرانسه است.
از فیلم‌هایی که وی در آنها نقش داشته‌است می‌توان به آفرودیت، استرادیواری ، سال عروس دریایی، از نفس‌افتاده و زن هرجایی اشاره کرد.